# Marc Hauser
Marc Hauser (Cambridge, Estados Unidos, 25 de octubre de 1959) es un biólogo evolucionista.
Licenciado en ciencias por la Universidad Bucknell y doctorado por la Universidad de California, fue profesor en la Universidad Harvard en los departamentos de Psicología, Organísmica y Biología Evolucionista y Antropología Biológica hasta que lo expulsaron. También es codirector del programa sobre la Mente, el Cerebro y el Comportamiento y director del laboratorio de Neurociencia Cognitiva de los Primates.
Sus investigaciones, centradas en el estudio de la mente de los animales humanos y no humanos, han resuelto algunos de los misterios sobre la evolución del lenguaje, la representación conceptual, la cooperación social, la comunicación y la moralidad.
Ha escrito más de doscientos trabajos de investigación y cinco libros, entre ellos: The evolution of communication (1996); Mentes salvajes: ¿Qué piensan los animales? (2000) y Moral minds: The unconscious voice of right and wrong. 
Durante los últimos años estaba trabajando en un libro sobre el lenguaje junto a Noam Chomsky.